# Collegio uninominale Sicilia 1 - 02 (2020)
Il collegio elettorale uninominale Sicilia 1 - 02 è un collegio elettorale uninominale della Repubblica Italiana per l'elezione della Camera dei deputati.

## Territorio
Come previsto dalla legge n. 51 del 27 maggio 2019, il collegio è stato definito tramite decreto legislativo all'interno della circoscrizione Sicilia 1.
È formato da una parte del territorio del comune di Palermo: quartieri Arenella-Vergine Maria, Boccadifalco, Borgo Nuovo, Cruillas-C.E.P., Monte Pellegrino, Pallavicino, Partanna-Mondello, Resuttana-San Lorenzo e Tommaso Natale-Sferracavallo e da 21 comuni della sua città metropolitana: Altofonte, Balestrate, Belmonte Mezzagno, Borgetto, Camporeale, Capaci, Carini, Cinisi, Giardinello, Isola delle Femmine, Misilmeri, Monreale, Montelepre, Partinico, Piana degli Albanesi, San Cipirello, San Giuseppe Jato, Santa Cristina Gela, Terrasini, Torretta e Trappeto.
Il collegio è parte del collegio plurinominale Sicilia 1 - 01.

## Eletti
| Elezione | Elezione | Deputato        | Partito           |
| -------- | -------- | --------------- | ----------------- |
|          | 2022     | Carolina Varchi | Fratelli d'Italia |

## Dati elettorali

### XIX legislatura
Come previsto dalla legge elettorale, 147 deputati sono eletti con sistema a maggioranza relativa in altrettanti collegi uninominali a turno unico.
| Candidati                                 | Candidati                       | Voti    | %     | Liste                          | Voti    | %     |
| ----------------------------------------- | ------------------------------- | ------- | ----- | ------------------------------ | ------- | ----- |
|                                           | Maria Carolina Varchi ✔️ Eletto | 69 209  | 36,10 | Fratelli d'Italia              | 35 804  | 18,68 |
| Forza Italia                              | Maria Carolina Varchi ✔️ Eletto | 69 209  | 36,10 | 23 896                         | 12,46   |       |
| Lega per Salvini Premier                  | Maria Carolina Varchi ✔️ Eletto | 69 209  | 36,10 | 7 599                          | 3,96    |       |
| Noi moderati/Lupi - Toti - Brugnaro - UDC | Maria Carolina Varchi ✔️ Eletto | 69 209  | 36,10 | 1 910                          | 1,00    |       |
|                                           | Leonardo Salvatore Penna        | 64 607  | 33,70 | Movimento 5 Stelle             | 64 607  | 33,70 |
|                                           | Vittorio Michele Craxi          | 28 763  | 15,00 | Partito Democratico-IDP        | 20 331  | 10,60 |
| +Europa                                   | Vittorio Michele Craxi          | 28 763  | 15,00 | 3 707                          | 1,93    |       |
| Alleanza Verdi e Sinistra                 | Vittorio Michele Craxi          | 28 763  | 15,00 | 3 311                          | 1,73    |       |
| Impegno Civico - Centro Democratico       | Vittorio Michele Craxi          | 28 763  | 15,00 | 1 414                          | 0,74    |       |
|                                           | Gianluca Maria Calì             | 13 700  | 7,15  | Sud chiama Nord                | 13 700  | 7,15  |
|                                           | Giuseppe Caltanissetta          | 8 768   | 4,57  | Azione - Italia Viva - Calenda | 8 768   | 4,57  |
|                                           | Sonia Buglione                  | 2 768   | 1,44  | Italexit                       | 2 768   | 1,44  |
|                                           | Danilo Manzella                 | 2 226   | 1,16  | Italia Sovrana e Popolare      | 2 226   | 1,16  |
|                                           | Maria Grazia Carini             | 1 677   | 0,87  | Unione Popolare                | 1 677   | 0,87  |
| Totale                                    | Totale                          | 191 718 | 100   |                                | 191 718 | 100   |
|                                           |                                 |         |       |                                |         |       |
| Voti non validi                           | Voti non validi                 | 15 188  | 7,34  |                                |         |       |
| Votanti                                   | Votanti                         | 206 906 | 55,99 |                                |         |       |
| Elettori                                  | Elettori                        | 369 527 |       |                                |         |       |